# Jakob Wolle
Jakob Wolle, död 1653 i Åbo, var en finländsk handelsman och industriman. Han var vid ett tillfälle den rikaste köpmannen i Finland. 
Wolle var 1605 och 1609 köpsven i Åbo och någon tid senare handlande där. Genom handel och arrendering av kronoinkomster förvärvade han sig betydande förmögenhet. Åren 1627–35 innehade han på arrende alla kronans salpetersjuderier i Finland. Ännu märkligare är hans verksamhet på järnindustrins område. Han grundlade omkring 1630 Antskogs järnbruk i Pojo samt arrenderade Svartå järnbruk och Ojamo järngruva i Lojo. Ett vittnesbörd om såväl hans flit som frikostighet är, att han på egen bekostnad lät "förbättra" Åbo domkyrkas högkor. Mot slutet av sitt liv förlorade han, till följd av alltför vidlyftiga spekulationer, hela sin förmögenhet.